# حسن كيليج
حسن كيليج (27 يوليو 1992 في هولندا - ) هو لاعب كرة قدم تركي وهولندي في مركز الوسط. لعب مع دين بوستش وسامسون سبور.

## وصلات خارجية
- حسن كيليج على موقع اتحاد تركيا (لاعب) (الإنجليزية)
- حسن كيليج على موقع قاعدة بيانات كرة القدم.إي يو (الإنجليزية)
- حسن كيليج على موقع Soccerway.com (الإنجليزية)
- حسن كيليج على موقع عالم كرة القدم.نت (الإنجليزية)